# جف پری (بازیگر استرالیایی)
جف پری (انگلیسی: Geoff Parry؛ زادهٔ ۱ ژانویهٔ ۱۹۵۳) هنرپیشه اهل استرالیا است.
از فیلم‌ها یا برنامه‌های تلویزیونی که وی در آن نقش داشته‌است می‌توان به گالیپولی و مکس دیوانه اشاره کرد.